# Пиатра (Дамбовица)
Пиатра (рум. Piatra) насеље је у Румунији у округу Дамбовица у општини Рунку. Oпштина се налази на надморској висини од 522 m.

## Становништво
Према подацима из 2002. године у насељу је живело 568 становника, од којих су сви румунске националности.